# 東急大井町線
大井町線（おおいまちせん）は、東京都品川区の大井町駅と神奈川県川崎市高津区の溝の口駅とを結ぶ、東急電鉄が運営する鉄道路線である。路線図や駅ナンバリングで使用される路線カラーはオレンジ、路線記号はOM。
大井町駅から城南地域を横断して、旗の台駅、大岡山駅、自由が丘駅、二子玉川駅を経て溝の口駅へ向かう路線である。各経由駅は南北放射状に伸びる東急の池上線、目黒線、東横線、田園都市線との乗換駅である。一部列車が田園都市線鷺沼・長津田・中央林間方面との直通運転を実施している。
田園都市線と並行する二子玉川駅 - 溝の口駅間は正式には田園都市線の複々線区間である。1993年以降、田園都市線の混雑緩和のために同線のバイパス路線としての機能を持たせる改良工事が行われた。
一時期は田園都市線に編入されていたことがある（#歴史を参照）。
東日本旅客鉄道（JR東日本）の路線との乗換駅は少ないが、大井町駅で京浜東北線、溝の口駅で南武線（武蔵溝ノ口駅）、直通先の田園都市線内の長津田駅で横浜線の3路線と乗り換えできる。

## 路線データ
- 路線距離：大井町駅 - 溝の口駅間 12.4 km [3]（田園都市線並行区間の二子玉川駅 - 溝の口駅間 2.0 km含む）
- 軌間：1067 mm
- 駅数：16駅（田園都市線並行区間の二子玉川駅・溝の口駅を含む。公式サイトの路線概要では二子新地駅・高津駅は含まれておらず、この2駅を含むと18駅になる）
- 複線区間：全線
- 電化区間：全線（直流1500 V）
- 閉塞方式：車内信号閉塞式 (ATC-P)
- 最高速度：急行・各駅停車とも95 km/h

停車駅

## 沿線風景
大井町線は、品川・大田・目黒・世田谷・川崎の各区市の住宅密集地を走っている。また、東横線と接続する自由が丘や田園都市線と接続する二子玉川駅周辺は「住みたい街ランキング」の上位にランクインすることもある。

### 大井町 - 旗の台
起点の大井町駅（東京都品川区）を西に向けて高架で出発する。右手にはJR東日本の東京総合車両センターがあり、山手線用の車両などが留置されている姿が見える。下神明駅の西端では、足元を品鶴線（横須賀線・湘南新宿ライン・相鉄線直通列車）が、頭上を東海道新幹線が通る3層の立体交差となっている。なお、品鶴線のこの地点は旧蛇窪信号場にあたる。右に都立大崎高校を見て進み、左カーブに差しかかるところが戸越公園駅。上り勾配で国道1号を跨ぐとそのまま高架の中延駅へ。その国道1号の地下を都営浅草線が通っているが、一旦改札を出て乗り換えが可能である。またこの区間は東急線で最初に立体化された区間でもある。一旦地平に下りた荏原町駅では、暗渠化された立会川が直下を流れる。再び高架に上がると池上線を跨ぐ旗の台駅である。

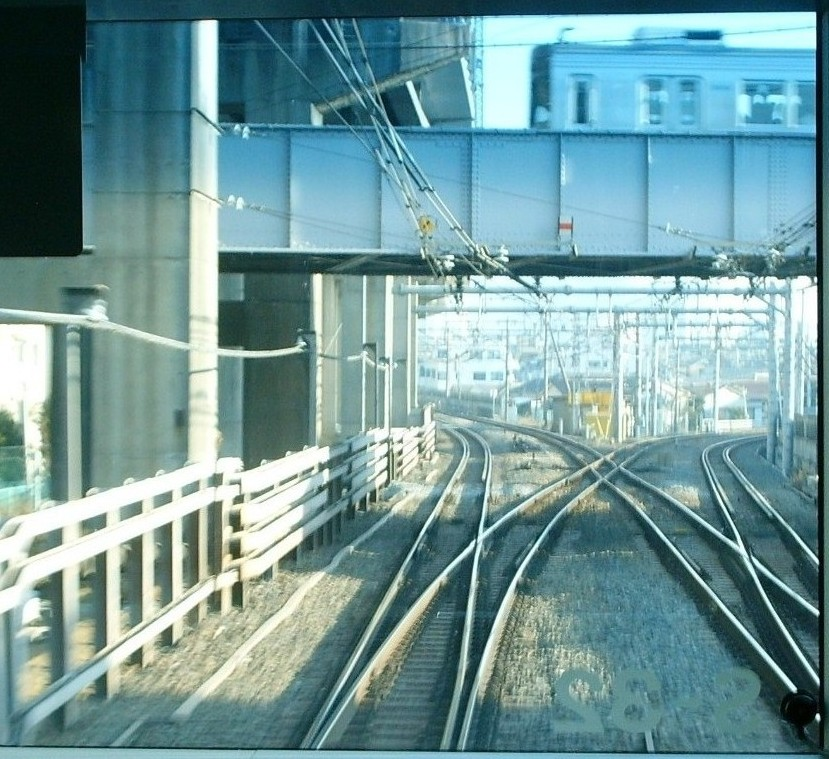
品鶴線の旧蛇窪信号場を高架で横切っている。
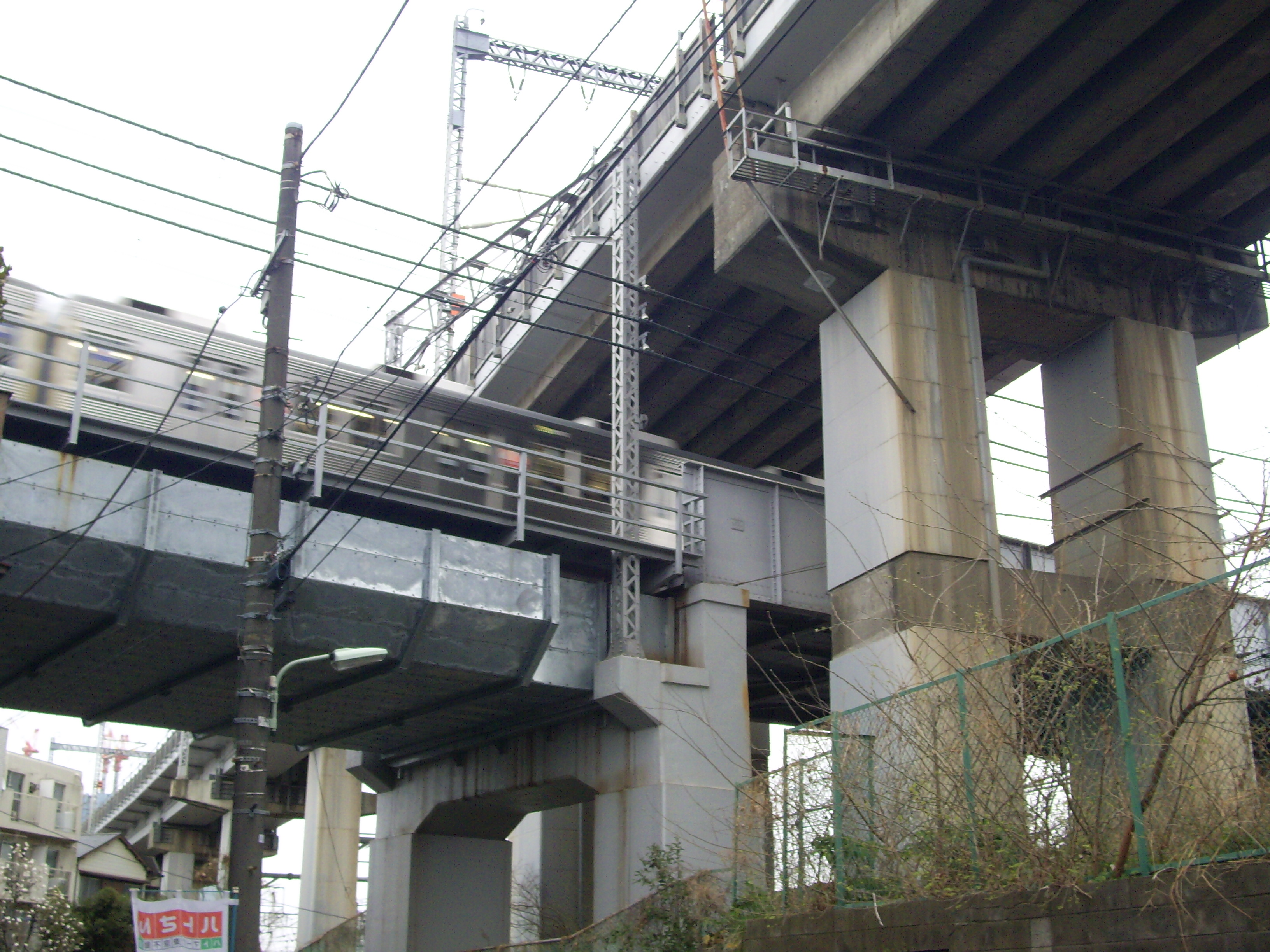
蛇窪の二重跨線線路橋。

### 旗の台 - 自由が丘
旗の台を出ると中原街道と環七通りを相次いで跨いで大田区に入り、北千束駅を経て地下構造の大岡山駅へ進入する。大岡山駅には目黒線も乗入れており、方向別ホームとなっている。駅前には東京工業大学が、駅の直上には東急直営の東急病院がある。なお、駅の途中で目黒区に入る。大岡山駅を出ると右に大きくカーブしながら地下から一気に高架へ上るが、気象条件次第ではここから富士山を望むこともできる。この区間は線路の両側を東京工業大学の敷地に挟まれた形となっており、左手にはグラウンドが、右手には大岡山北3号館を見ることができる。カーブが終わると緑が丘駅に到着する。駅のすぐそばを通る九品仏川緑道で世田谷区に入る。そして緑豊かで閑静な住宅街を横に見ながらなだらかに下り、再び九品仏川緑道を通って目黒区に入り、左に緩やかなカーブをとって東横線をくぐるところが自由が丘駅である。かつては隣接して自由が丘検車区があったが、検車区機能を鷺沼に移してからは留置線のみが残されていた。その後も段階的に撤去され、5両編成1本分の留置線を残し、その跡地は商業施設である「Trainchi」（トレインチ）に変わった。2007年11月15日をもって平日夕方1本のみ設定されていた自由が丘行が廃止され、留置線は一旦完全に撤去されたが、その後、2009年までに5両編成1本分の留置線が復活・併用開始し、日中に車両が留置されている。

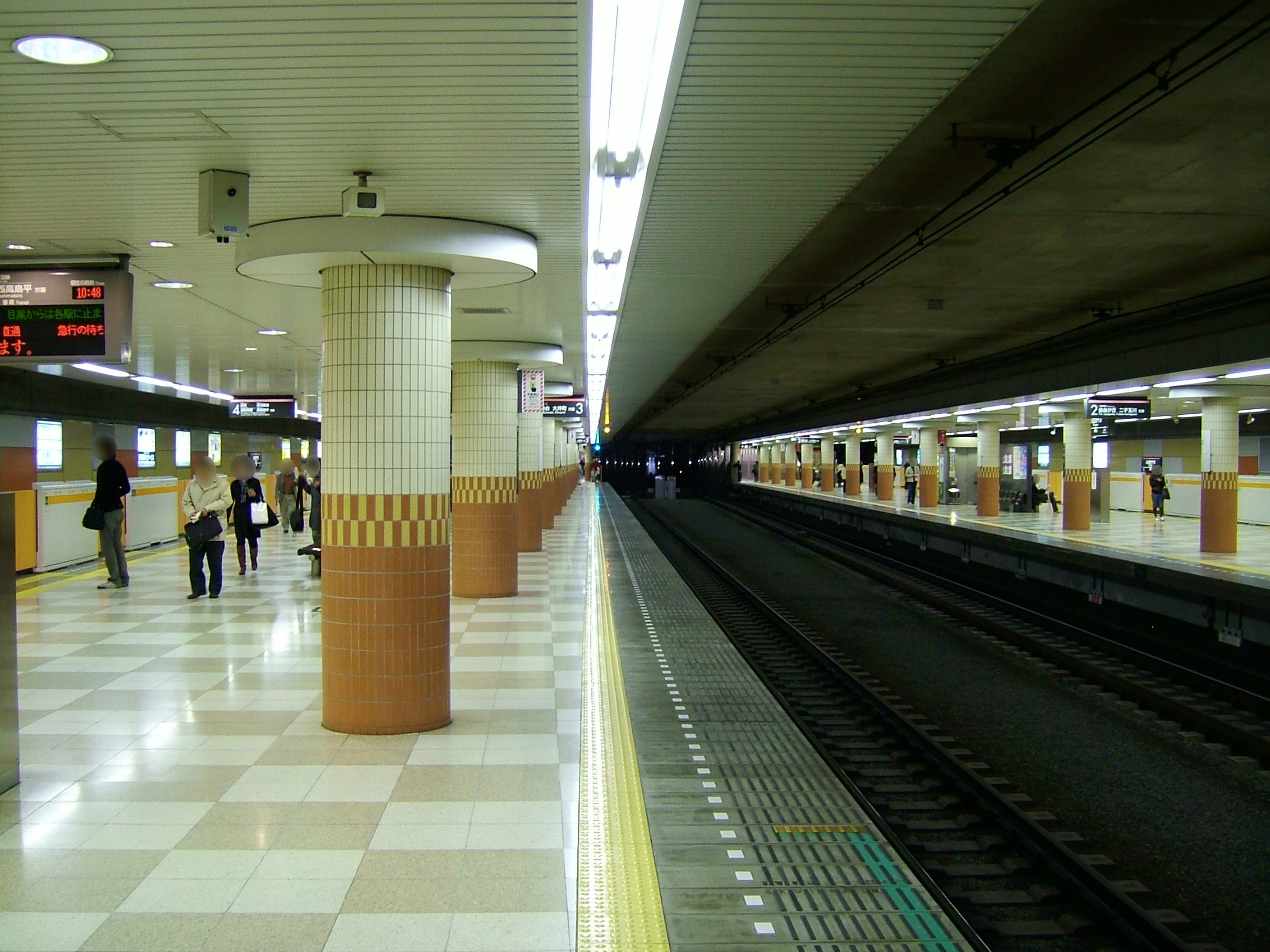
大岡山駅は方向別ホームで目黒線に乗り換えが可能な駅となっている。

### 自由が丘 - 二子玉川
自由が丘駅からしばらく直線に進む。再び九品仏川緑道を通って世田谷区に入り、学園通り、等々力通りと交差して右にカーブすると九品仏駅である。駅北側の浄真寺に安置される「九品仏」（9体の阿弥陀如来像）が駅名の由来である。構内の両端が踏切道であるため、二子玉川寄り1両は扉を開閉しない。尾山台駅は東京都市大学世田谷キャンパスの最寄り駅である。等々力駅の手前で目黒通りが頭上を越える。九品仏駅 - 等々力駅間はほぼ直線で、隣の駅が見通せる。等々力駅 - 上野毛駅間では東京23区で唯一の渓谷である「等々力渓谷」を形成する谷沢川が左を並行し、両駅の中間付近で交差して南（多摩川に合流）に流れてゆく。切り通しに位置する上野毛駅では、頭上を環八通りが跨ぐ。周辺は国分寺崖線に位置し、緑が多く、五島美術館や多摩美術大学上野毛校舎などもある。S字カーブを通り駒沢通りを跨いで切り通しを抜けると高架線となり、二子玉川の街が見える。左にカーブで田園都市線下り線をオーバークロスし同路線との乗り入れ駅である二子玉川駅に到着する。二子玉川駅からは多摩川河川敷へかけての街並みが一望できる。

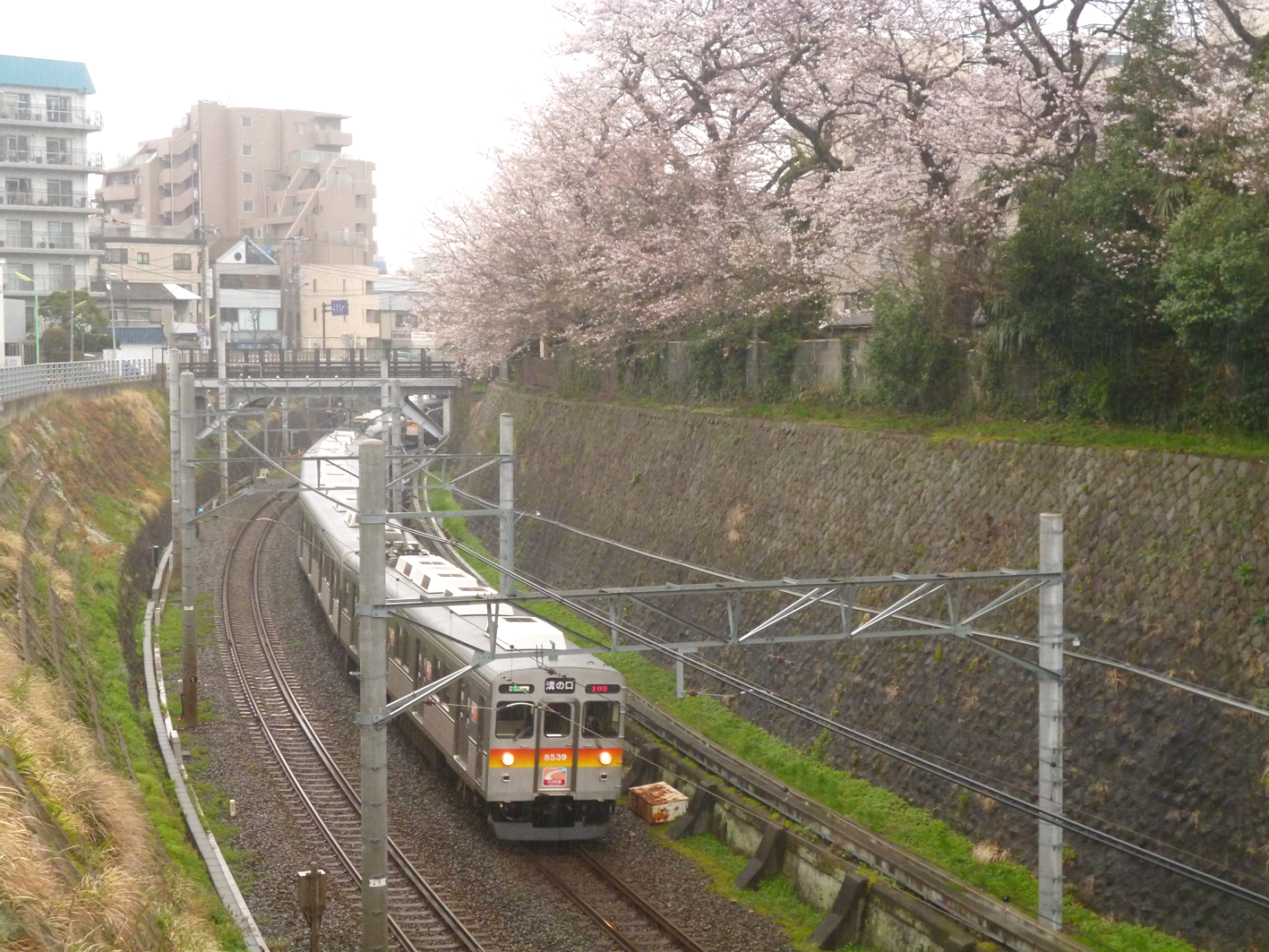
上野毛付近の切り通し区間を走る8500系 （2014年3月30日）
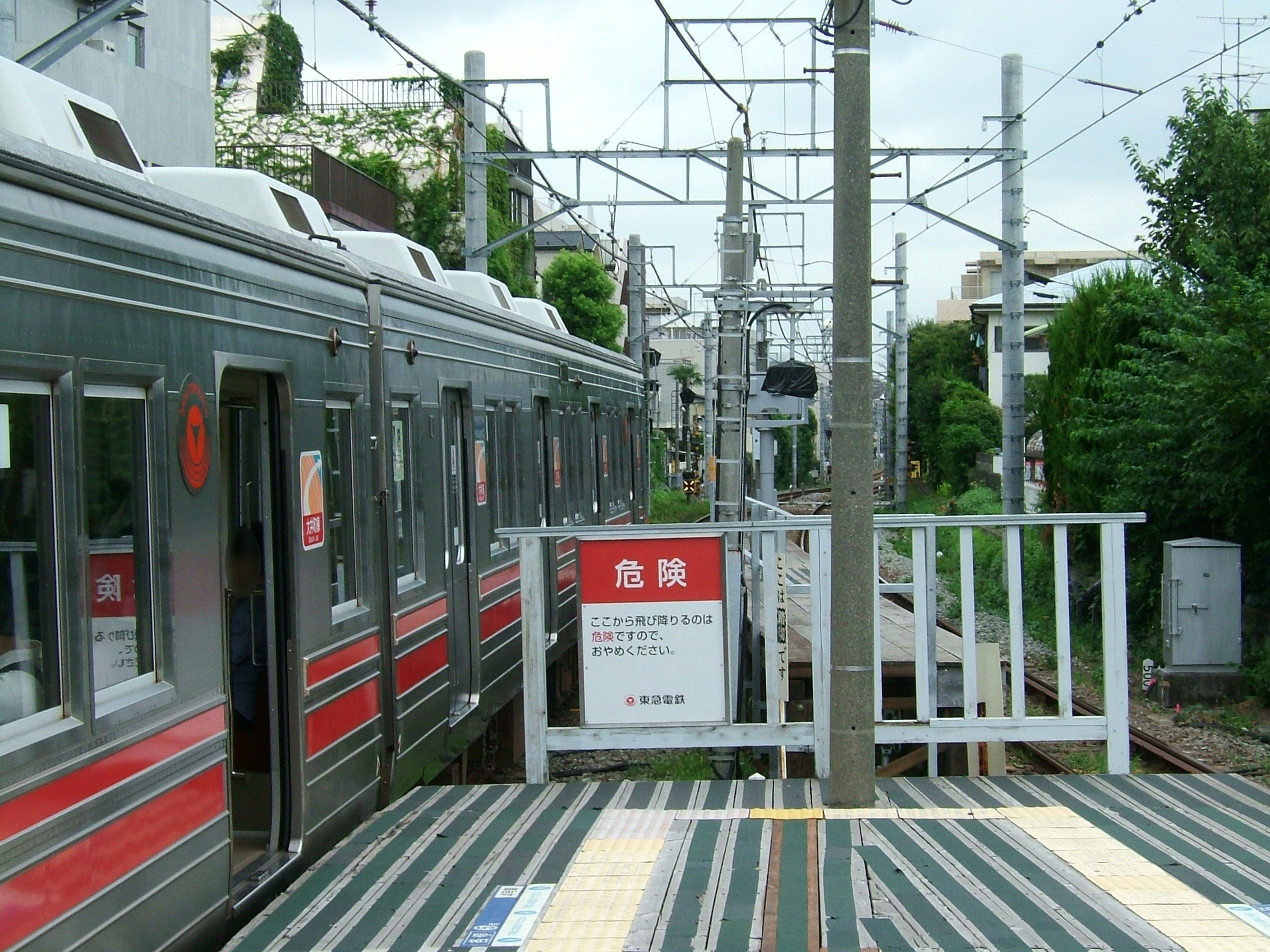
九品仏駅に停車中の8090系(当時)。二子玉川寄り1両はドアが開かない。

### 二子玉川 - 溝の口
二子玉川駅を発つとすぐ多摩川上で神奈川県川崎市高津区に入る。ここからは、田園都市線の複々線の内側2線を走行し、溝の口駅に至る。内側線には途中の二子新地駅・高津駅にホームがなく、一部の各駅停車および田園都市線鷺沼方面への直通列車は、二子玉川駅 - 溝の口駅間では田園都市線の線路である外側線を走行する。詳細は各駅停車の節を参照。

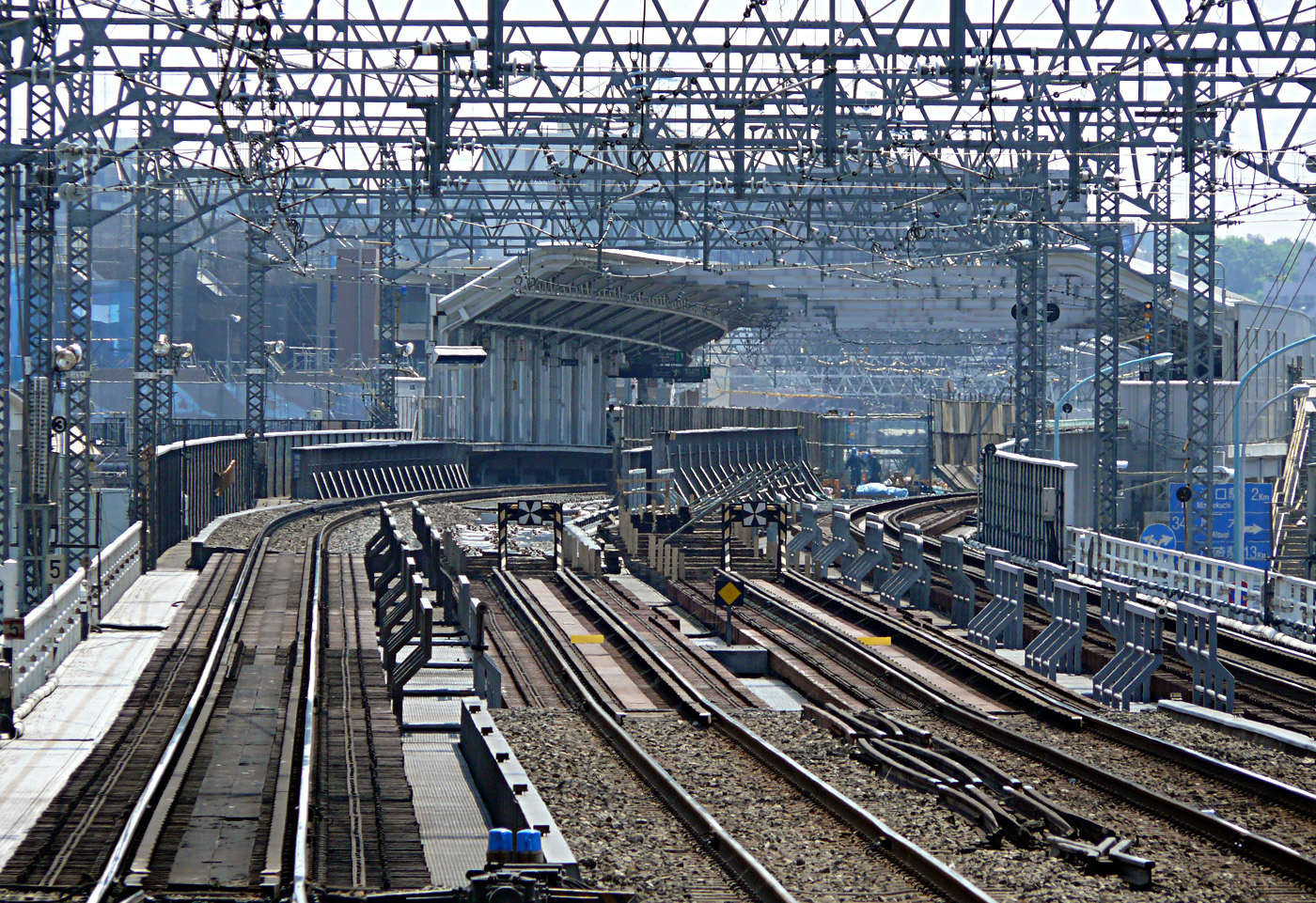
二子玉川駅の溝の口寄りを見る。当時はまだ、大井町線の線路は溝の口までは延伸していない。

## 歴史
- 1927年（昭和2年）7月6日 - 目黒蒲田電鉄が大井町 - 大岡山間を開業。当時から大井町線という路線名であった。
- 1928年（昭和3年）10月10日 - 池月駅（現・北千束駅）開業。
- 1929年（昭和4年）
  - 11月1日 - 二子玉川線として自由ケ丘（現・自由が丘） - 二子玉川間を開業。
  - 12月25日 - 大岡山 - 自由ケ丘間開業により全線開業。二子玉川線を大井町線に統合し、大井町 - 二子玉川間の直通運転を開始。
- 1930年（昭和5年）
  - 4月1日 - 尾山台駅開業。
  - 5月21日 - 池月駅を洗足公園駅に改称。
- 1933年（昭和8年）4月1日 - 中丸山駅を緑ヶ丘駅に改称。
- 1936年（昭和11年）
  - 1月1日 - 戸越駅を下神明駅に、蛇窪駅を戸越公園駅に、洗足公園駅を北千束駅に改称。
  - 4月1日 - ダイヤ改正により、急行列車を廃止[4]（正確な運転開始時期は明らかでない（後述））。
- 1940年（昭和15年）12月1日 - 大井町線二子玉川駅と玉川線よみうり遊園駅を統合し、二子読売園駅に改称。
- 1943年（昭和18年）7月1日 - 玉川線（溝ノ口線）二子読売園 - 溝ノ口間の軌間を1372mmから1067mmに改軌し、大井町線に編入。
- 1944年（昭和19年）10月20日 - 二子読売園駅を二子玉川駅に改称
- 1945年（昭和20年）10月1日 - 二子玉川駅 - 溝ノ口駅間を軌道法に基づく軌道から地方鉄道法に基づく鉄道に転換。
- 1951年（昭和26年）3月1日 - 東洗足駅を移転し、旗の台駅に改称。
- 1954年（昭和29年）8月1日 - 二子玉川駅を二子玉川園駅に改称。
- 1958年（昭和33年）1月15日 - 架線電圧を600Vから1500Vに昇圧[5]。
- 1963年（昭和38年）10月11日 - 大井町線を「田園都市線」に改称。これにより大井町線という名称は一時消滅する。
- 1966年（昭和41年）1月20日 - 緑ヶ丘駅を緑が丘駅に、自由ヶ丘駅を自由が丘駅に、溝ノ口駅を溝の口駅に改称。
- 1976年（昭和51年）3月1日 - 一部列車を4両編成から5両編成に増強する。
- 1979年（昭和54年）8月12日 - 田園都市線の電車が二子玉川園から新玉川線を経由して渋谷・当時の営団半蔵門線方面へ直通運転を行うようになり、同時に大井町 - 二子玉川園間が大井町線として分離され、約16年ぶりに名称が復活（田園都市線はこの日より二子玉川園 - つきみ野間となる）[6]。
- 1981年（昭和56年）4月1日 - 初代6000系・7200系による18 m車6両編成の運転を開始（初代5000系・大形20 m車5両編成と混用）[7]。当路線において、旧性能車（初代3000系）の営業運転を終了[7]。
- 1982年（昭和57年）11月30日 - 全線で荷物輸送を廃止[8][9]。
- 1989年（平成元年）1月26日 - 18 m車による6両編成運転を廃止、全列車が20m車5両編成となる。
- 2000年（平成12年）8月6日 - 二子玉川園駅を二子玉川駅に改称。
- 2006年（平成18年）
  - 3月11日 - 8000系8005Fが走行中に車両ドアが開くトラブルが発生。重大インシデントとして航空・鉄道事故調査委員会が調査[10]
  - 3月18日 - ダイヤ改正を実施。土曜・休日に限り田園都市線に直通する急行の運転開始（大井町線内では各駅停車、上下各3本、2008年3月22日まで）[11]
- 2007年（平成19年）11月15日 - 自由が丘終着の列車を廃止[12]
- 2008年（平成20年）
  - 2月23日[13] - 保安設備を東急形ATSからATC-Pに変更
  - 3月28日 - ダイヤ改正を実施。大井町線内で急行運転開始。同時に6000系（6両編成）の運用開始[13][14]
- 2009年（平成21年）7月11日 - ダイヤ改正を実施。溝の口駅まで延伸[15]。同時に、2種類の各駅停車（種別色が青色と緑色）の運転開始[15]。
- 2012年（平成24年）
  - 2月上旬から順次、駅番号が導入される[16]。
  - 3月3日 - 大井町駅でホームドアの使用を開始。
- 2013年（平成25年）2月24日 - 戸越公園駅で2両分ホーム延伸ならびに踏切移設工事が行われ、同駅でのドアカットが解消[17]。
- 2017年（平成29年）11月4日 - 急行の7両化開始[18][19]。
- 2018年（平成30年）
  - 2月9日 - 急行の7両化完了。
  - 3月28日 - 6020系の営業運転開始[20]。
  - 12月14日 - 平日夜間の長津田行き急行列車のうち5本で、有料座席指定サービス「Qシート」を開始[21][22][23]。
- 2019年（令和元年）10月1日 - ダイヤ改正を実施。一部の急行が中央林間駅まで延伸[24]。
- 2020年（令和2年）6月6日 - ダイヤ改正を実施。平日の「Qシート」実施列車を10本に拡大[25]。
- 2021年（令和3年）3月13日 - ダイヤ改正を実施。終電の繰上げや、日中時間帯の運行ダイヤの適正化が行われた[26]。
- 2025年（令和7年）7月2日 - 6020系6050番台の営業運転開始[27][28]。
- 2032年（令和14年）度 - ワンマン運転を開始予定[29]。

## 改良工事

### 東急大井町線改良・田園都市線複々線化
大井町線では、1993年以降大規模な改良工事が行われた。これは、大井町線に田園都市線のバイパス路線としての機能を持たせることで、混雑が激しい同路線の混雑緩和を図るものである。東横線の自由が丘駅乗り換えで中目黒駅経由で直通する東京メトロ日比谷線や、目蒲線（現・目黒線）の大岡山駅乗り換えで目黒駅経由で直通する東京メトロ南北線、都営地下鉄三田線へと向かうルートを構築して利用客の選択肢を増やし、混雑が分散されることを狙ったものである。なお大岡山駅では、目蒲線経由で都心へと向かうルートの構築を狙い大井町線と目蒲線が対面乗り換えできる構造が1997年に完成しており、大井町線の改良でさらにその効果を高めることが期待された。
東急大井町線改良・田園都市線複々線化工事（二子玉川 - 溝の口間）を実施し、以下の工事を行っていた。等々力駅以外はすべて完工している。
大井町駅
ホーム拡幅と車両全長20m級7両編成の列車が停車できるホーム長を確保するため、頭端式2面2線から頭端式1面2線へとリニューアル工事を実施。
旗の台駅
駅施設改良工事ならびに相対式2面2線から島式2面4線に線路を増やし、緩急接続を可能な構造とした上で、車両全長20m級7両編成の列車が停車できるようにホーム延伸工事。
自由が丘駅
駅施設改良工事ならびに車両全長20m級7両編成の列車が停車できるようにホーム延伸工事を実施。
等々力駅
現在の地上ホーム島式1面2線から島式1面4線地下駅構造とし、両外側に急行通過線を設置する計画であるが、後述の反対運動により未だ着工はされていない。そのため、当駅付近で地質調査などが行われている。
上野毛駅
上り（大井町方面行）に急行通過線を追加し、島式1面3線構造とする。また、それに合わせて駅本屋の新設・既存施設の改良工事。
二子玉川駅
大井町線と田園都市線の位置の入れ替え工事。
田園都市線二子玉川駅 - 溝の口駅
大井町線延伸のための線増工事。溝の口駅は相対式2面2線から、上りが島式1面2線・下りは相対式1面1線を併せ持つ2面3線構造となった後、大井町線延伸に伴い島式2面4線構造となった。
梶が谷駅（田園都市線）
改良工事完成後の大井町線の車両増に対応するために同線用の梶が谷車庫（4線）の建設。
さらに、急行運転開始に伴う安全性向上と列車運転間隔の短縮のため、2008年2月23日に自動列車停止装置 (ATS) から自動列車制御装置 (ATC-P) へ保安装置が更新された。

#### 経過
田園都市線の混雑緩和を目的とした特定都市鉄道整備事業計画の認定を1995年に受け、「大井町線大岡山 - 二子玉川園（当時）間改良工事および田園都市線二子玉川園 - 溝の口間複々線化工事」として工事が進められた。
当初は、上記の事業名称にもある通り大井町線内の改良区間は大岡山から二子玉川までで、急行運転も同区間のみとされた。また、急行待避設備は等々力駅に上り（大井町方面行）、尾山台駅に下り（溝の口方面行）に急行通過線を上下線別々に設置し、同時に両駅を地下化する計画であった。
しかし、2000年に計画が変更されて改良区間に大井町 - 大岡山間も追加され、これにより大井町線改良工事は同線全区間が対象となった。同時に、前項で述べた急行通過線は、上下線ともに等々力駅に集約して設置するように変更された。
東急電鉄ウェブサイトによると、急行運転は本来ならば2004年の開始を予定していたが、用地買収が難航していることなどから2007年に延び、その後2007年度内に急行運転開始することを発表した後、2008年度内に溝の口駅までに延伸させる計画が発表された。そして、2008年3月28日から大井町線内での急行運転を開始し、その後、2009年7月11日に溝の口まで延伸された。
二子玉川 - 溝の口間は複々線となり、外側2線は田園都市線、内側2線が大井町線である。なお、同区間の途中にある二子新地駅と高津駅の両駅は、外側の田園都市線にのみホームがある。
前述の通り各駅停車の列車は2系統になる。二子玉川 - 溝の口間で大井町線の線路を走行して高津・二子新地の両駅を通過する各駅停車は種別色が緑となり、二子玉川 - 溝の口間で田園都市線の線路を走行して高津・二子新地の両駅に停車する各駅停車は種別色が青となる。種別色が青の各駅停車は、この複々線区間で田園都市線の線路に転線しているため、厳密には途中で田園都市線を経由して走行していることになる。

#### 等々力駅周辺での反対運動
この改良工事に対して、とりわけ等々力駅周辺で反対運動が起きている。主な反対の理由は「等々力駅周辺の地下化によって東京23区内唯一の渓谷である等々力渓谷の湧水が妨げられ、渓谷の自然が破壊されるおそれがある」との観点である。このため、世田谷区を中心として等々力駅地下化工事技術検討委員会が設立された。同委員会は工事によって環境影響が生じないように第三者的立場から技術的検討を行い、2005年12月に報告書を提出した。2018年4月現在も等々力駅地下化工事は着工されていない。
以上の理由から、環境影響評価に伴って等々力駅地下化工事は着工できずにおり、仮に着工されたとしても相当な時間を要することが予想されることや、かつ急行運転開始を2007年度内に間に合わせるために、急遽計画を一部変更して上野毛駅上り線（大井町方面行）に急行通過線が追加された。

### 戸越公園駅付近連続立体交差化
戸越公園駅付近の約0.9 kmの区間について、鉄道を高架化することによる連続立体交差化事業が計画されている。これによって6か所の踏切が解消される予定。併せて、周辺の都市計画道路や駅前広場の整備が計画されている。

## 運行形態
2021年3月13日現在、急行と各駅停車が運転されている。大部分は大井町駅 - 溝の口駅間の折り返し運行となっているが、一部に田園都市線直通列車があり、鷺沼駅・長津田駅・中央林間駅発着で運転される。

### 日中の運行本数
日中1時間あたりの運転本数は以下のようになっている。
| 駅名 ＼ 種別 | 駅名 ＼ 種別 | 大井町 | 大井町 | …   | 二子玉川 | …   | 溝の口 | 溝の口 | …   | 中央林間           | 備考               |
| ------------ | ------------ | ------ | ------ | --- | -------- | --- | ------ | ------ | --- | ------------------ | ------------------ |
| 本数         | 急行         | 3本    | 3本    | 3本 | 3本      | 3本 | 3本    | 3本    | 3本 | 3本                |                    |
| 本数         | 各停（G各）  | 6本    | 6本    | 6本 | 6本      | 6本 | 6本    |        |     |                    | 二子新地・高津通過 |
| 本数         | 各停（B各）  |        |        |     |          |     |        |        |     |                    |                    |
| 本数         | 3本          | 3本    | 3本    | 3本 | 3本      | 3本 |        |        |     | 二子新地・高津停車 |                    |

### 列車種別

#### 急行
2008年3月28日より運転を開始した。なお、急行は戦前の一時期にも運転されていた（後述）が、それとは全く異なるものである。
全列車が6000系（2代）・6020系7両編成で運転されるが、車両故障および定期検査で運用する編成が不足する場合や、事故・各種トラブルなどでダイヤが乱れた場合は5両編成で運転することもある。平日はほぼ終日、土休日は日中のみ運転される。平日朝ラッシュ時はおおむね9分間隔（各駅停車2本に対して1本）、日中は20分間隔（各駅停車3本に対して1本）、平日の夕ラッシュはおおむね12 - 18分間隔（各駅停車3 - 4本に対して1本）で運転される。列車種別は基本的に赤色で表示される。
大井町駅 - 溝の口駅間の運転が基本であるが、平日朝の上り（1本）と、夜の下りは、大井町駅 - 田園都市線長津田駅、日中の全ての急行は大井町駅 - 田園都市線中央林間駅間で運転される列車が設定されている。これらの列車は田園都市線内でも急行で運転され、大井町線 - 田園都市線間の転線を二子玉川駅で行う。ただし、田園都市線が人身事故・各種トラブルなどで急行運転を取り止めた場合、田園都市線内は溝の口駅 - 鷺沼駅で各停で運転、または大井町線内運転となることがある。全ての急行は大井町駅・溝の口駅・長津田駅・中央林間駅のいずれかの駅始発（終着）である。
途中停車駅は他の東急各線との連絡駅のみである。
上下とも旗の台駅で各駅停車に接続するほか、上りのみ平日朝夕ラッシュ時には上野毛駅で各駅停車を追い抜く。田園都市線直通列車はこれに加え二子玉川駅・鷺沼駅・長津田駅で田園都市線の各駅停車に接続する（朝夜間は一部接続・追い抜き駅が異なる列車もある）。また、日中の急行は、二子玉川駅・溝の口駅で同じ方向の田園都市線の各駅停車に接続している。
設定当初はほとんどの列車が線内（大井町駅 - 溝の口駅間、2009年7月10日までは大井町駅 - 二子玉川駅間）での運転で、田園都市線と直通運転する列車はごく一部だった。2011年には東日本大震災後の一時期、節電のための臨時ダイヤとして平日日中の急行が田園都市線長津田駅まで乗り入れて運行された。2012年3月17日より、土休日日中に毎時2本が溝の口駅発着から長津田駅発着に延長され、定期列車として日中の田園都市線直通急行の運行が開始された。2019年10月1日より、 平日・土休日ともに日中の一部列車が中央林間駅発着へと延伸された。これにより、大井町線急行の中央林間行が新たに設定されることになった（中央林間駅発の大井町線急行大井町行は2019年9月以前も土休日に存在した）。なお、一時期には夜間に田園都市線鷺沼行きの下り急行が土休日に1本設定されていたが、長津田行きに延長される形で廃止された。
2017年11月4日より、6両編成から7両編成への増強が開始されており、2018年2月には7両編成での運行に統一された。
急行列車の運転開始により、大井町線の1日の平均利用者数が約40万1400人（2007年）から約50万3000人（2017年）に増加した一方、田園都市線のピーク時混雑率は198%から184%へと低下している。

##### Qシート
2018年12月14日から有料座席指定サービス「Qシート」 (Q SEAT) を開始した。
6020系および6000系（一部編成のみ、2019年5月から）の3号車をロングシートからクロスシートへ転換可能な車両に置き換え、平日夕方以降の大井町駅発田園都市線直通の急行長津田行の一部列車を、座席指定サービス車両として運用する。座席数は45席。座席指定料金は一律500円で、大井町駅 - 二子玉川駅間は乗降可能、溝の口駅 - 長津田駅間は降車専用となる。列車指定券は大井町駅、旗の台駅、大岡山駅、自由が丘駅、二子玉川駅の各駅の駅窓口で販売されるほか、販売専用webサイト「Qシートチケットレスサービス」でも購入できる。列車指定券は乗車当日の朝5時から発売され、チケットレス購入も可能である。サービス開始初日は、発売開始から3時間以内に全ての指定券が売り切れた。
2020年4月27日より、新型コロナウイルス感染症（COVID-19）流行の影響でサービスを休止していたが、同年10月12日より一部列車でサービスを再開した。2021年10月11日現在、大井町駅発21時台までが運行されている。
座席指定券確認のため、大井町線内旗の台駅 - 二子玉川駅間は大井町方最後部1か所のみドアを開閉する。大井町駅は中央2か所（両端も開くが、進入禁止幕が貼られる）のみドアを開閉。溝の口駅から先は全てのドアが開くが渋谷より1か所以外はガードが張られているため侵入ができない。ただし、青葉台駅を発車後に全てのガードが畳まれ手すり脇に格納される。
運行開始当初、たまプラーザ駅 - 長津田駅間は乗車券のみで乗降可能なフリー乗降区間であったが、2023年3月18日のダイヤ改正で、フリー乗降区間を廃止し全区間で座席指定券が必要となった。

#### 各駅停車
5両編成が使用される。大半の列車は大井町 - 溝の口間の運転である。また毎日早朝・深夜には田園都市線鷺沼駅発着の列車が、始発・終電に各1本二子玉川駅発着の列車が、平日朝に1本自由が丘発の列車が、それぞれ設定されている。
一部の列車は旗の台駅で急行を待ち合わせするほか、上り（大井町方面行き）のみ朝や夕方に上野毛駅で急行の通過待ちを行う列車が存在する。このほか、二子玉川駅・溝の口駅で同じ方向の田園都市線の準急・急行に接続する列車も設定されている。
一部の各駅停車は田園都市線の二子新地駅・高津駅に停車するため、種別色により区別して案内されている。
- 種別色が緑（■）の各駅停車（G各）は大井町駅 - 溝の口駅間の全線で大井町線の線路を走行し、ホームのない二子新地駅・高津駅は通過する。「各駅停車」であるが“通過駅”のある珍しい例の一つである。後述のように、高津駅・二子新地駅を経由しない二子玉川駅発着の各駅停車についても、緑の各停として運転されている。
- 種別色が青（■）の各駅停車（B各）は二子玉川駅 - 溝の口駅間で田園都市線の線路を走行し、二子新地駅・高津駅に停車する。

なお、種別色が緑の各駅停車の方が多く運転されており、種別色が青の各駅停車は、日中1時間に3本と早朝・深夜時間帯の鷺沼駅発着（平日上下7本、土休日上下8本）の列車のみである。こちらは、直通先の田園都市線を含めてすべての駅に停車する。
2009年7月11日に二子玉川駅 - 溝の口駅間が延伸開業するまでは、種別色での表示・案内には青色のみが使用されていた。また田園都市線に直通する鷺沼行きがあった。

### 過去の運行形態
1943年の溝の口線編入から1979年までは、大井町駅から二子玉川園（現・二子玉川）駅を経由し、二子玉川園駅以西の現在の田園都市線区間へ運行する形態が基本的な運行であった（1963年から1979年までは大井町駅 - 二子玉川園駅間も「田園都市線」の路線名であった）。なお、二子玉川園駅の高架化後は線路配置の関係で同駅での折り返しがしにくかった時期があり、二子新地前（現・二子新地）駅に逆方向の片渡り線を設けて、一部は二子新地前駅折り返しの列車も設定されていた。また、ラッシュ時間帯には梶が谷、溝の口、鷺沼の各駅を発着する列車も運転されていた。その後、新玉川線（現在の田園都市線渋谷駅 - 二子玉川駅間）の開業後に二子玉川園駅以西からの一部列車が新玉川線渋谷方面へ直通するようになる。
1979年には、大井町線の分離によって、一部を除き二子玉川園駅以西へは運転されなくなり、大井町 - 二子玉川園間の運行が基本となった。同時に一部のみ設定されていた二子新地駅折返し列車の設定がなくなり、系統分離直後に同駅の渡り線を撤去した。
1979年の系統分離以前には快速列車が運転されていた時期があったが、快速運転は二子玉川園駅以西で行われ、現在の大井町線にあたる大井町 - 二子玉川園間ではすべての列車が各駅に停車していた。系統分離時より基本的には5両編成であったが、1981年（昭和56年）4月1日から1989年（平成元年）1月25日までは初代6000系や初代7000系18 m車による6両編成運転が実施され、一時的に大形20 m車5両編成（初代5000系は5両編成）と混用された時期があった。
1979年8月12日から2008年3月27日までは全列車が各駅停車であった。田園都市線と直通する急行列車が2002年と2003年に臨時列車として、2006年3月18日からは土曜・休日のみの定期列車として運行を開始したが、これも2008年3月28日の大井町線の急行運転開始より前は大井町線内は各駅停車として運転し、田園都市線内のみ急行として運転した。なお、直通急行の定期運用化の時期に、田園都市線内での誤乗を防ぐため、一部編成を除き先頭車の前面下部と側面のドアと窓の間に大井町線のロゴ入りステッカーが貼り付けられ、帯のデザインも大井町線のカラーのオレンジのグラデーションに変更された。この時に施行されなかった編成についても大井町線内急行運転開始時に施行された（8000系を除く）。
2008年3月28日に線内での急行列車運転が開始された。また、2009年7月11日に二子玉川駅 - 溝の口駅間が延伸開業し、現在の運行形態が形作られた。（改良工事の節も参照）

### 戦前期の急行運転
大井町線では戦前の一時期に急行列車が運転されていた。これは大井町 - 二子玉川間で運行される列車のうち、朝間の上りと夕方の下りに大井町 - 荏原町間を通過運転するものであった。運転開始時期は昭和一桁後期で、1936年（昭和11年）4月1日のダイヤ改正で廃止されている。
この急行には、車両の前面向かって右側（東横線系統は前面向かって左側 ）に急行板が掲出されていたが、「急行」表記のほかに「通過駅 中延 蛇窪 戸越」と表記されていた。なお、この表示の「戸越」・「蛇窪」はそれぞれ、現在の下神明駅・戸越公園駅のことである。通過駅の旅客のため、大井町 - 荏原町間には折り返し各駅停車が運転されていた。

## 車内放送
2023年11月22日から同年12月22日までの間、映画『窓ぎわのトットちゃん』とのコラボ企画の一環として、二子玉川駅発車後の上り列車、大岡山駅発車後の下り列車の自動放送で、通常の案内に加えて「次は、トットちゃんが通っていた『トモエ学園』の最寄り駅、自由が丘です。電車から降りるときは、足元に注意してね。それじゃ、この先もお気をつけて。トットちゃん役の大野りりあなでした」と、大野りりあなによるアナウンスを流していた。自由が丘駅到着前にもすべての急行列車で同じような放送を流していた。

## 使用車両

### 現在の使用車両
2025年7月時点で営業運転に使用している車両を記載する。
- 6020系 - 7両編成2本14両、5両編成18本90両（両数は予定）。2018年3月28日営業運転開始[20]。7両編成は急行専用[18]であるが、2025年7月2日から各駅停車用に5両編成（6050番台）が導入された[注釈 7][27][52][28]。
- 6000系 - 7両編成6本（42両）。急行専用。
- 9000系 - 5両編成15本（75両）。
- 9020系[53] - 5両編成3本（15両） 元2000系。

車両のパンタグラフはすべてシングルアーム式を使用しているが、6000系・6020系以外は当初菱形のものを使用しており、後年にシングルアーム式に交換された。
また、6020系6050番台以外の5両編成は全編成とも前面帯が後年にグラデーションタイプのものに張り替えられ、側面ドア横には「大井町線」のシールが貼られている。
九品仏駅では二子玉川寄りの1両がドアカットを実施している。そのため、5両編成にはドア非扱い装置を設置しているほか、ドアとその上部にはドアが開かない旨のステッカーを貼り付けている。なお、かつて大井町寄り2両のドアカットを行っていた戸越公園駅についても、同様にドアとその上部にドアが開かない旨のステッカーを貼り付けていた。両駅を通過する急行のみで運用される6000系・6020系7両編成はドアカットを行わないため、ドアカットのステッカー貼り付けも行われていない。
大井町線では、2006年3月の田園都市線直通急行定期運転開始の際に一部編成で各駅停車の表示を開始したものの、大井町線内急行運転開始を経ても全編成では表示を行わず、溝の口延伸までに全編成が各駅停車表示を行うようになった。

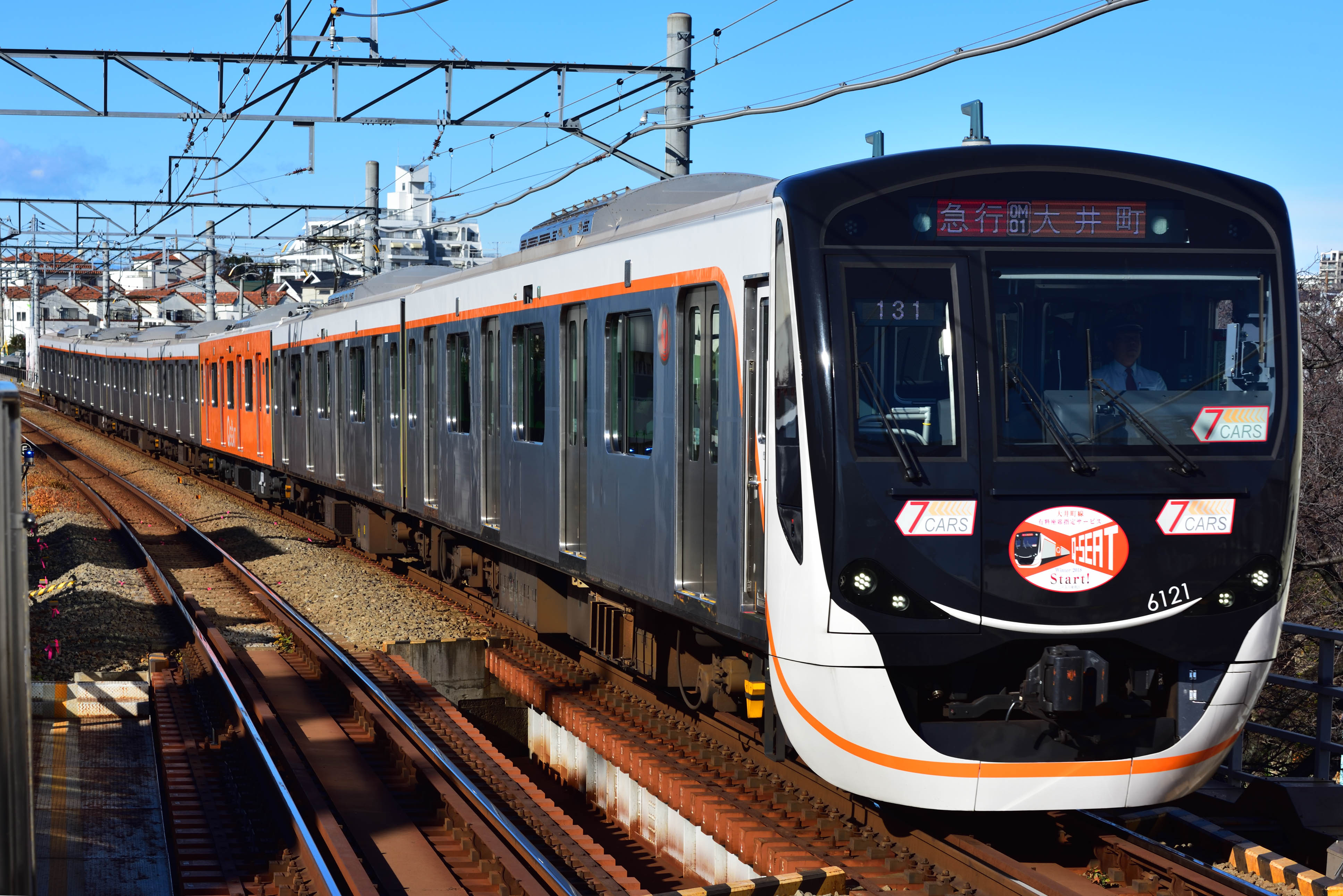
6020系（7両編成）
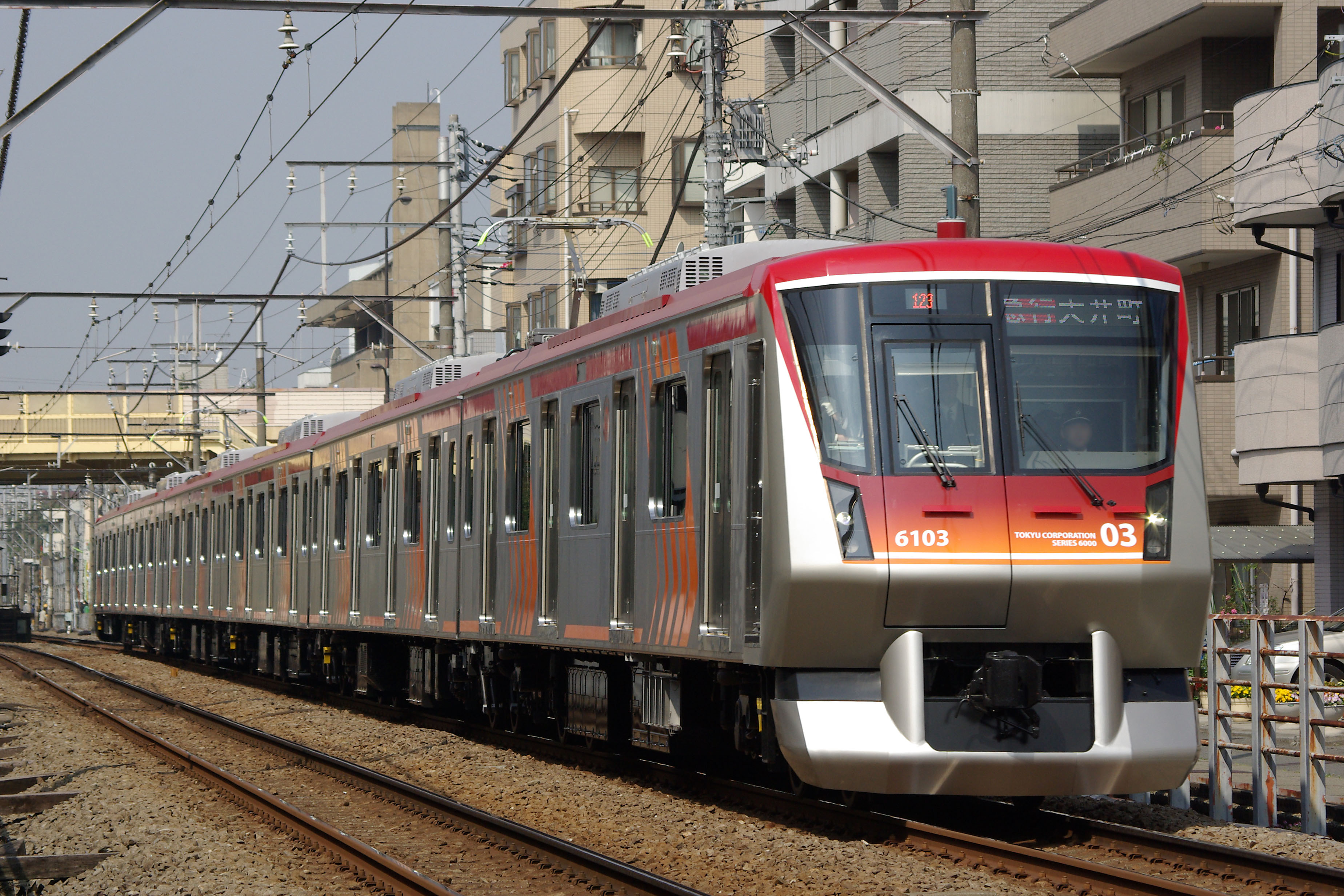
6000系
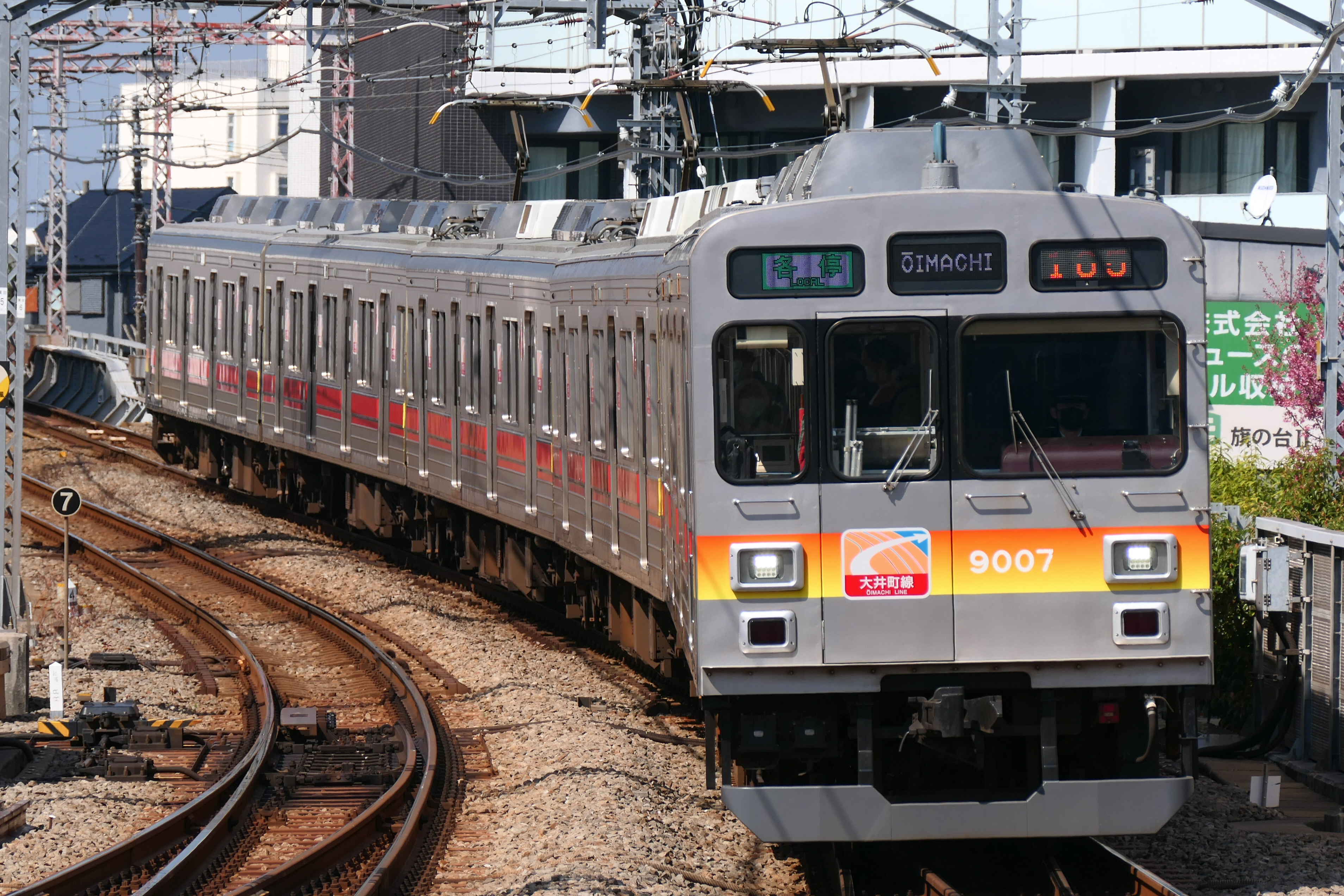
9000系
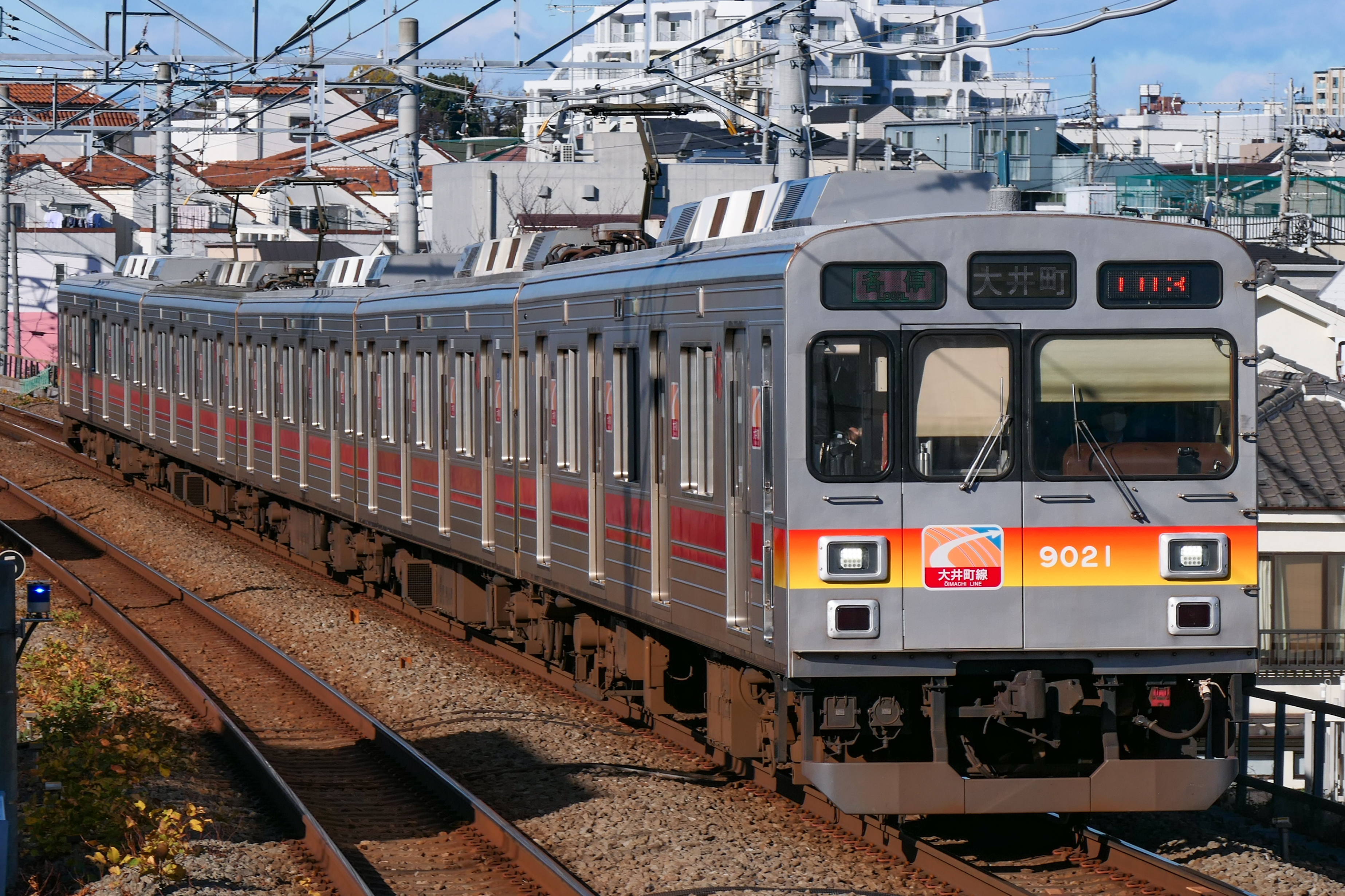
9020系

### 過去の使用車両
- モハ1形（開業時 - 1942年）
- 3000系（初代）（ - 1981年3月31日[7]）
  - デハ1350形（デハ1366）[54]
  - クハ1550形（クハ1553・1554）[54]
- デハ1100形[55]（1943年 - 1946年の短期間[55]）
- 5000系（初代）（ - 1985年3月31日[56]）
- 5200系
- 6000系（初代）
- 7000系（初代）
- 7200系
- 7600系
- 7700系
- 8000系（狭義）[57]
- 8090系・8590系
- 8500系
- 2000系[58] - 9020系に改番[53]

1979年（昭和54年）8月の田園都市線・新玉川線（当時）と大井町線との運転系統分離時には、東横線を含めた大規模な車両の転配が行われた。大井町線という名称が復活した同時点ではデハ3450形5両編成、初代5000系5両編成、8000系5両編成の3系列が配置されていた。この時点での大井町線の冷房車は全23編成中わずか2編成（8000系）であった。
1980年（昭和55年）には東横線から7200系が5両編成として転入した 。1981年（昭和56年）3月には東横線から初代6000系が転入し、同年4月1日からは初代6000系・7200系18m車による6両編成運転が開始された 。これに伴い、デハ3450形は運用を終了し、大井町線は全車両が高性能車となった。
1981年（昭和56年）12月には初代7000系が6両編成として転入するなど 、しばらくの期間は大形20 m車5両編成と18 m車6両編成との混用が続いていた。
最終的には、東横線から8090系が転入することで18 m車による6両編成の運転は、1989年（平成元年）1月26日のダイヤ改正に合わせて20m車5両編成に統一され消滅した。
このほか、1986年（昭和61年）に伊豆急行2100系「リゾート21」がイベント列車として入線したことがある。

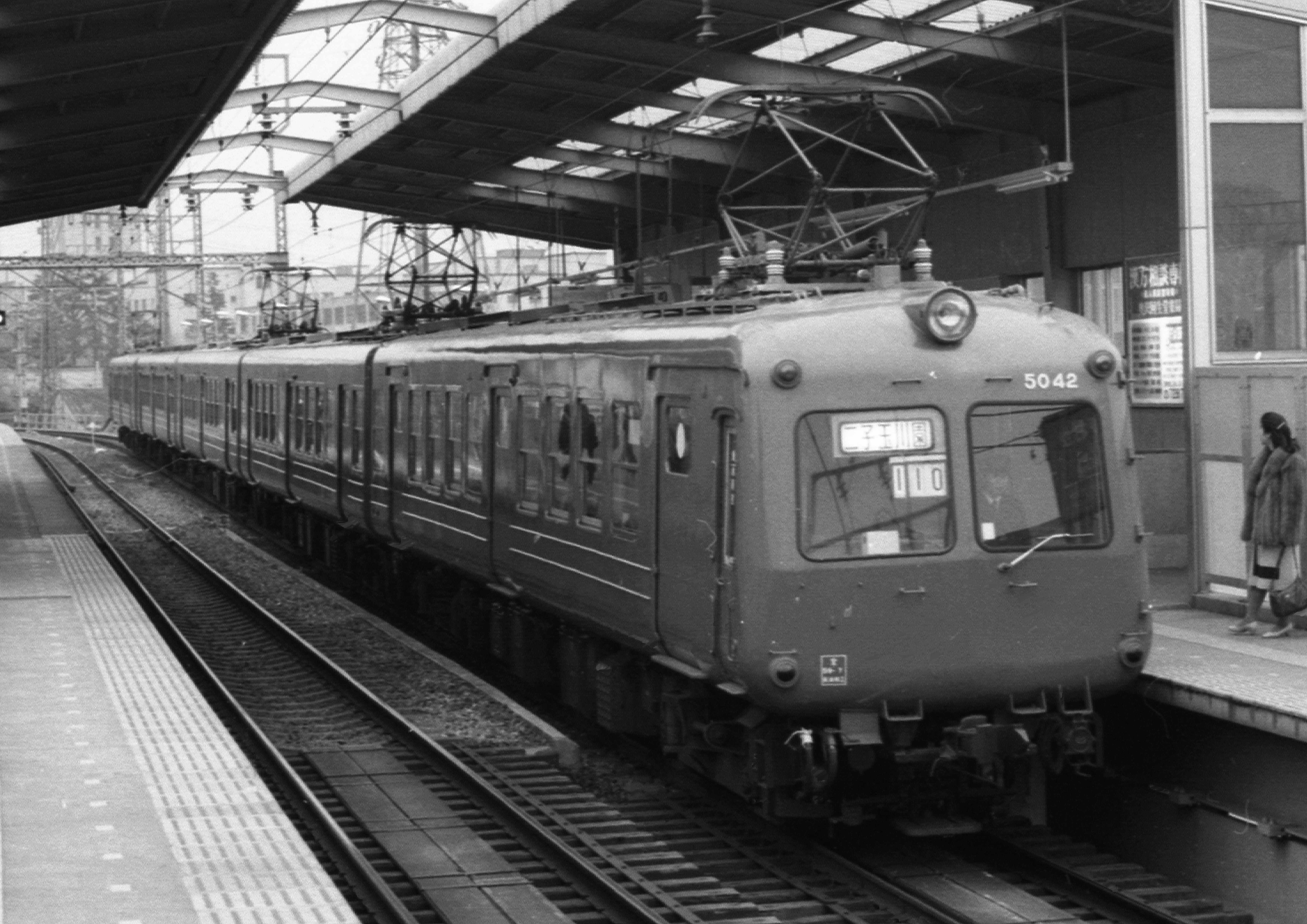
5000系（1985年撮影）
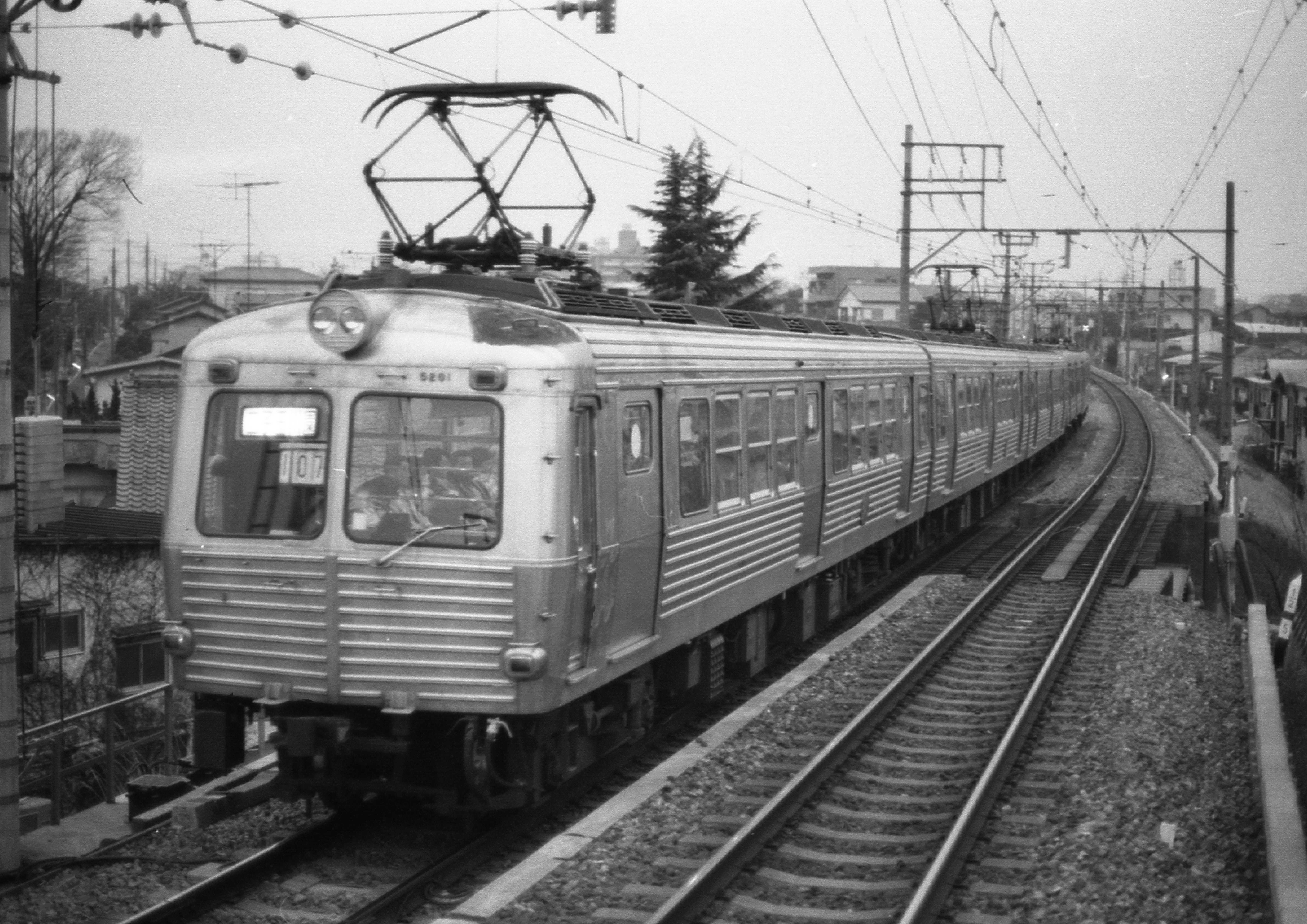
5200系（1985年撮影） デハ5117組み込み
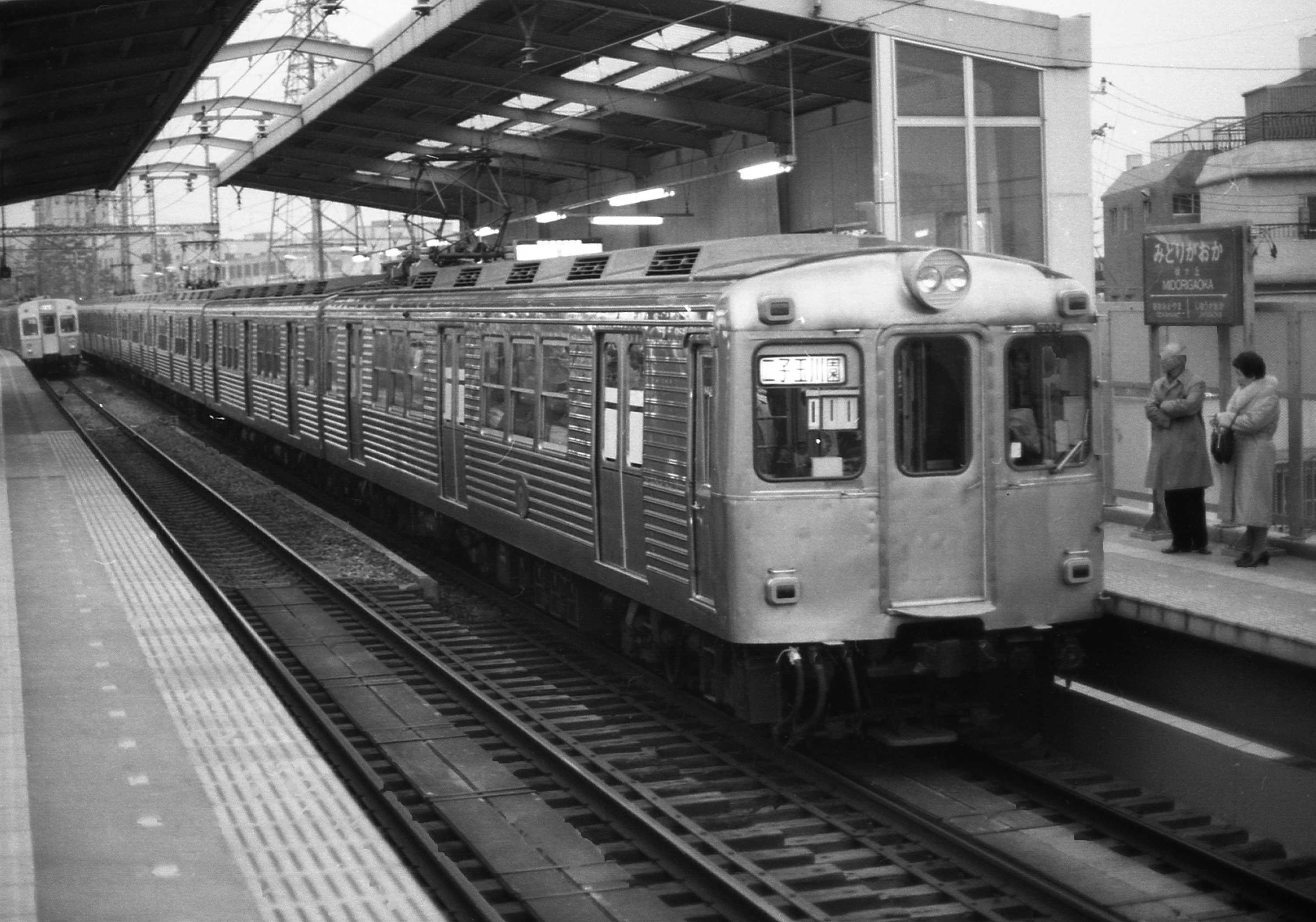
6000系（1985年撮影）
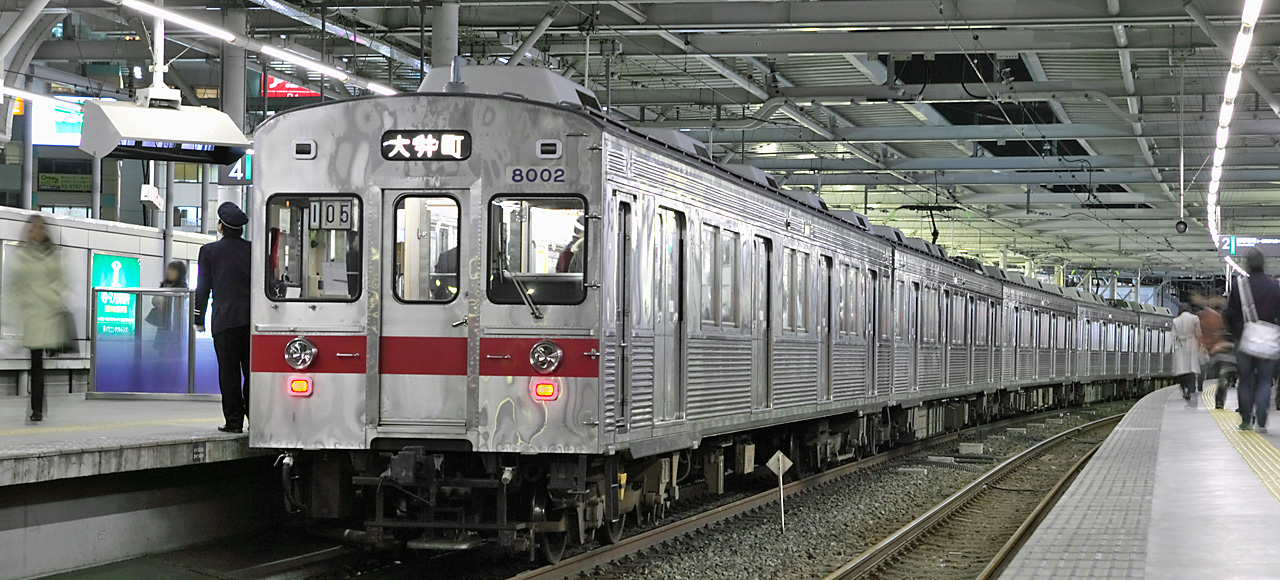
8000系（2008年撮影）
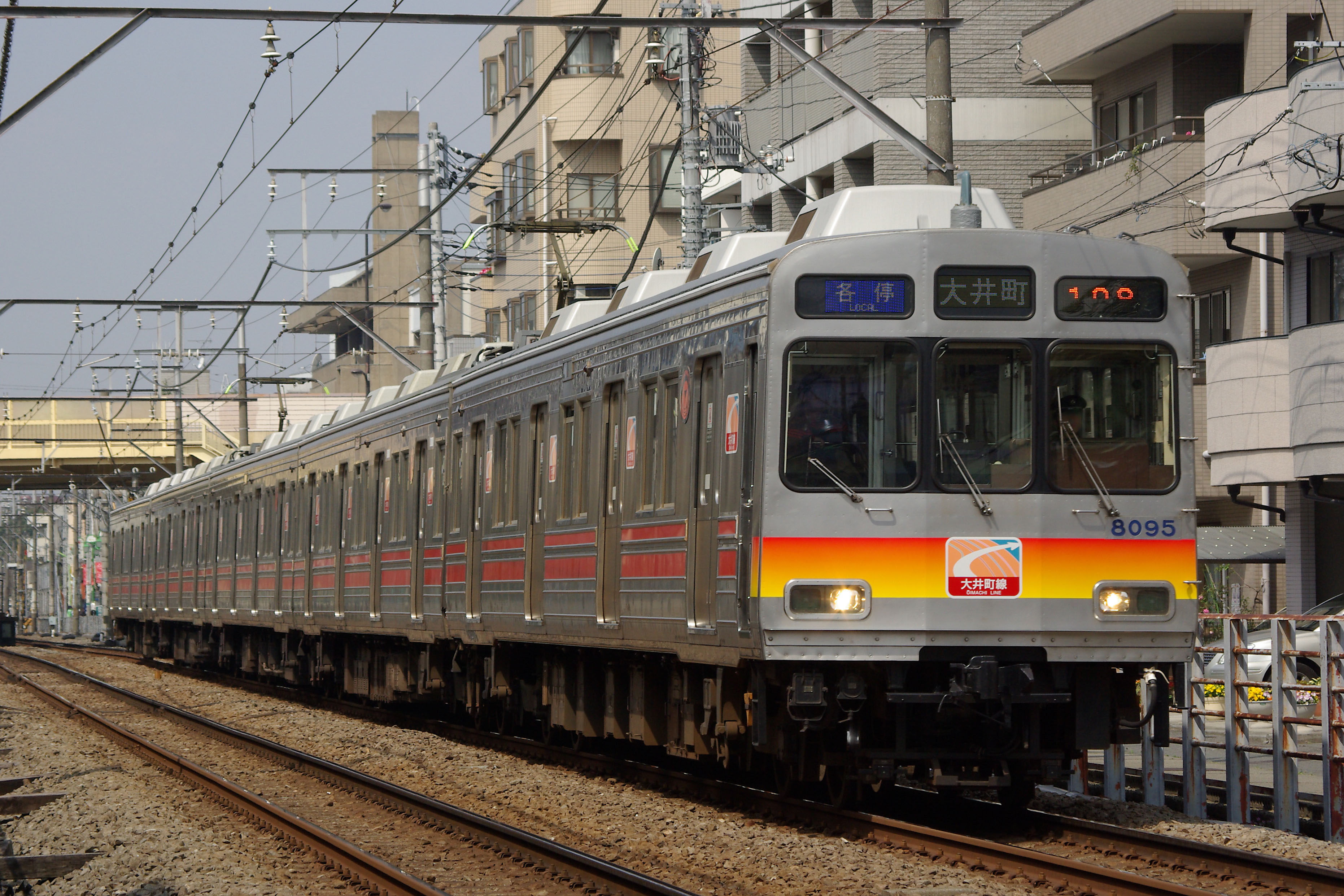
8090系（2008年撮影）
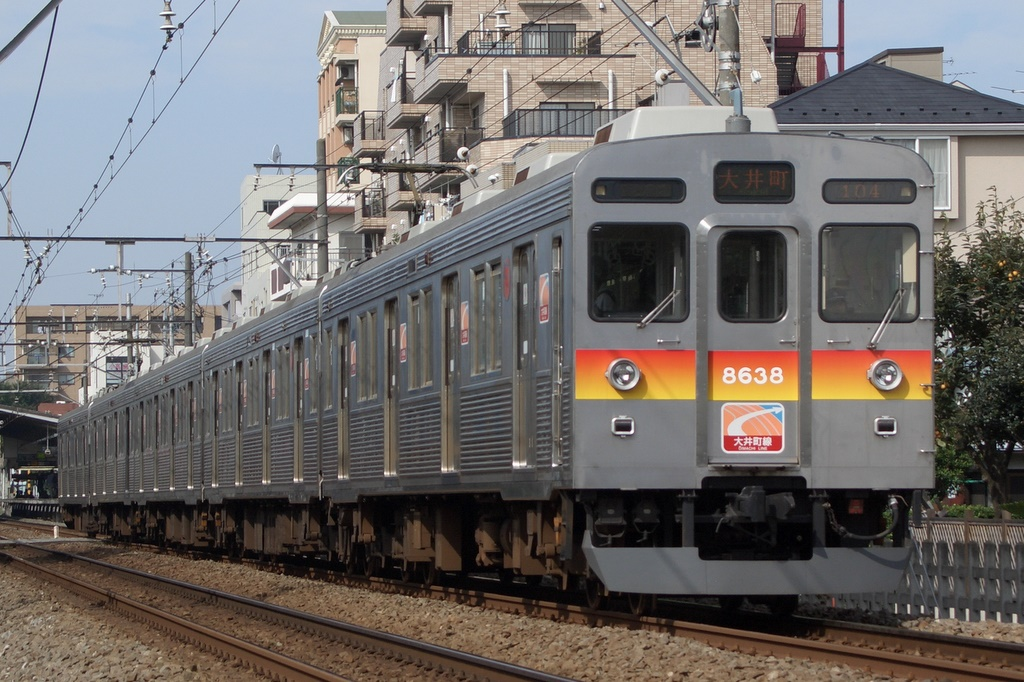
8500系（2008年撮影）
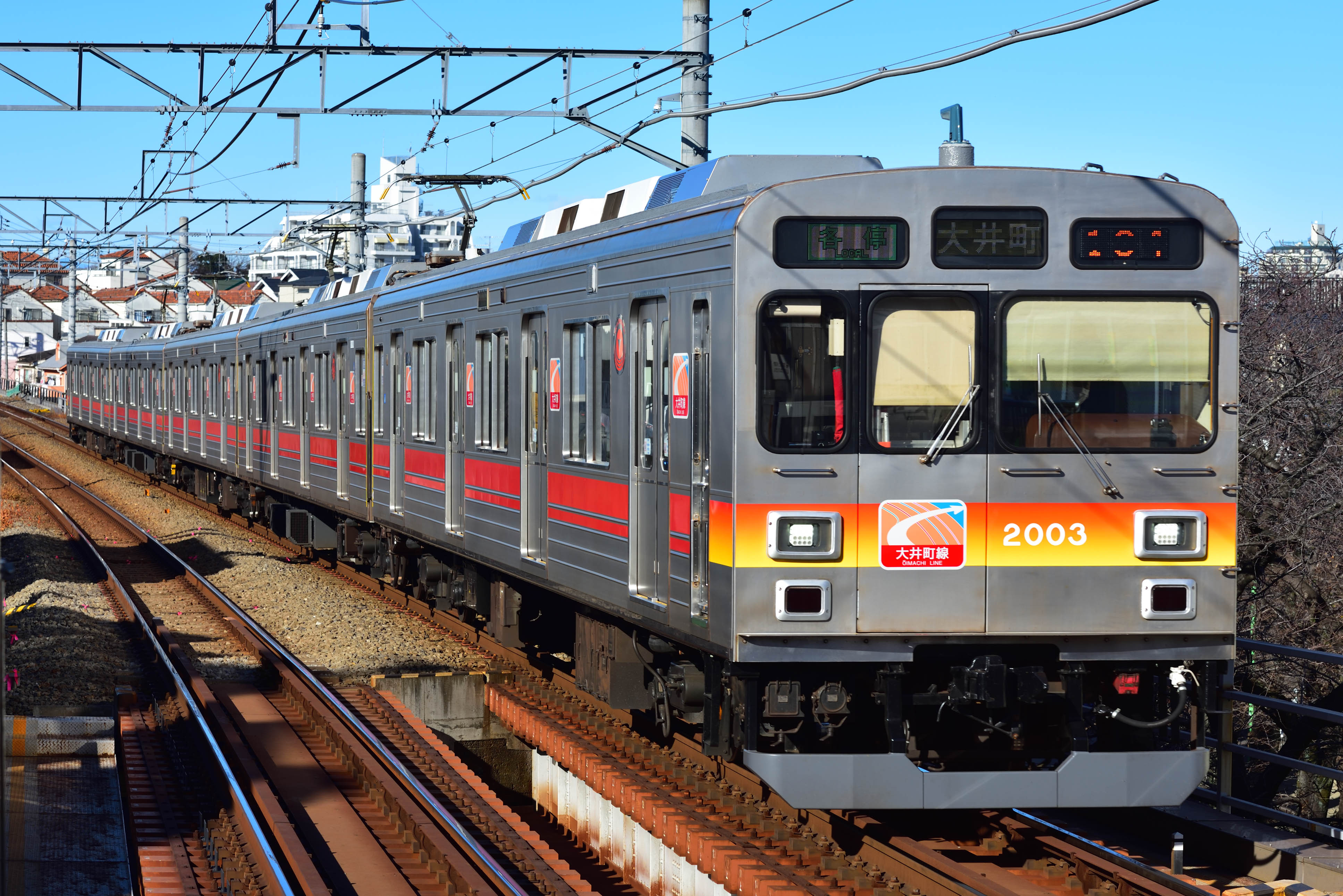
2000系（2018年撮影）

### その他
営業運転ではないが、長津田車両工場や東京地下鉄（東京メトロ）鷺沼車両基地への入出場のため、東急の他路線の車両や横浜高速鉄道・東京メトロ日比谷線の車両が当路線を回送列車として走行することがある（横浜高速鉄道の場合：みなとみらい線→東横線→目黒線→大井町線→田園都市線、日比谷線の場合：日比谷線→東横線〈後は横浜高速鉄道と同じ〉）。また、東急マニ50形客車（マニMN50号）は車籍上大井町線所属となっている。

## 利用状況
2019年度の朝ラッシュ時の最混雑区間は九品仏駅 → 自由が丘駅間で、ピーク時（7:30 - 8:30）の混雑率は156%である。
混雑率は概ね150%台で推移していたが、急行の運転開始による6両編成の運転開始に伴い、一旦は混雑率が140%を下回った。その後は輸送人員が増加傾向に転じ、2016年度に混雑率が170%を上回ったが、急行の7両編成化によって混雑率は再度160%を下回った。
近年の輸送実績を下表に記す。表中、最高値を赤色で、最高値を記録した年度以降の最低値を青色で、最高値を記録した年度以前の最低値を緑色で表記している。
| 年度               | 最混雑区間（九品仏 → 自由が丘間）輸送実績 | 最混雑区間（九品仏 → 自由が丘間）輸送実績 | 最混雑区間（九品仏 → 自由が丘間）輸送実績 | 最混雑区間（九品仏 → 自由が丘間）輸送実績 | 特記事項                                                            |
| 年度               | 運転本数：本                              | 輸送力：人                                | 輸送量：人                                | 混雑率：%                                 | 特記事項                                                            |
| ------------------ | ----------------------------------------- | ----------------------------------------- | ----------------------------------------- | ----------------------------------------- | ------------------------------------------------------------------- |
| 1980年（昭和55年） | 20                                        | 12,370                                    | 21,938                                    | 177                                       |                                                                     |
| 1990年（平成02年） | 18                                        | 12,672                                    | 22,515                                    | 175                                       |                                                                     |
| 1991年（平成03年） | 18                                        | 12,672                                    | 21,779                                    | 172                                       |                                                                     |
| 1992年（平成04年） | 18                                        | 12,672                                    | 22,064                                    | 174                                       |                                                                     |
| 1993年（平成05年） | 18                                        | 12,672                                    | 21,085                                    | 166                                       |                                                                     |
| 1994年（平成06年） | 18                                        | 12,672                                    | 20,147                                    | 159                                       |                                                                     |
| 1995年（平成07年） | 18                                        | 12,672                                    | 20,293                                    | 160                                       |                                                                     |
| 1996年（平成08年） | 18                                        | 12,672                                    | 19,255                                    | 152                                       |                                                                     |
| 1997年（平成09年） | 18                                        | 12,672                                    | 19,105                                    | 151                                       |                                                                     |
| 1998年（平成10年） | 18                                        | 12,672                                    | 18,802                                    | 148                                       |                                                                     |
| 1999年（平成11年） | 18                                        | 12,672                                    | 19,104                                    | 151                                       |                                                                     |
| 2000年（平成12年） | 18                                        | 12,672                                    | 19,485                                    | 154                                       | 2000年8月6日、目黒線開業（9月26日、営団・都営地下鉄と直通運転開始） |
| 2001年（平成13年） | 18                                        | 13,176                                    | 19,396                                    | 147                                       |                                                                     |
| 2002年（平成14年） | 18                                        | 13,176                                    | 20,237                                    | 154                                       |                                                                     |
| 2003年（平成15年） | 18                                        | 13,176                                    | 20,032                                    | 152                                       |                                                                     |
| 2004年（平成16年） | 18                                        | 13,176                                    | 20,887                                    | 159                                       |                                                                     |
| 2005年（平成17年） | 18                                        | 13,176                                    | 20,566                                    | 156                                       |                                                                     |
| 2006年（平成18年） | 18                                        | 13,176                                    | 21,738                                    | 165                                       | 2006年9月25日、目黒線の急行運転開始                                 |
| 2007年（平成19年） | 18                                        | 13,176                                    | 20,880                                    | 158                                       | 2008年3月28日、急行運転開始                                         |
| 2008年（平成20年） | 20                                        | 15,390                                    | 21,062                                    | 137                                       |                                                                     |
| 2009年（平成21年） | 20                                        | 15,390                                    | 23,727                                    | 154                                       | 2009年7月11日、二子玉川 - 溝の口間開業                              |
| 2010年（平成22年） | 20                                        | 15,390                                    | 25,019                                    | 163                                       |                                                                     |
| 2011年（平成23年） | 20                                        | 15,390                                    | 25,496                                    | 166                                       |                                                                     |
| 2012年（平成24年） | 20                                        | 15,390                                    | 24,757                                    | 161                                       |                                                                     |
| 2013年（平成25年） | 20                                        | 15,390                                    | 24,808                                    | 161                                       |                                                                     |
| 2014年（平成26年） | 20                                        | 15,390                                    | 25,375                                    | 165                                       |                                                                     |
| 2015年（平成27年） | 20                                        | 15,390                                    | 25,886                                    | 168                                       |                                                                     |
| 2016年（平成28年） | 20                                        | 15,390                                    | 26,459                                    | 172                                       |                                                                     |
| 2017年（平成29年） | 20                                        | 15,390                                    | 25,482                                    | 162                                       | 2018年2月9日、急行の7両編成化が完了                                 |
| 2018年（平成30年） | 21                                        | 17,472                                    | 27,014                                    | 155                                       |                                                                     |
| 2019年（令和元年） | 21                                        | 17,472                                    | 27,259                                    | 156                                       |                                                                     |

## 駅一覧
- 田園都市線並行区間も合わせて記載。
- 停車駅 … ●：停車、｜：通過。
  - 種別色が青（■）の「青各停」はすべての駅に停車するため省略。

| 正式路線名 | 駅番号     | 駅名       | 駅間キロ | 累計キロ | 緑各停   | 急行                                                                        | 接続路線・備考                                                                                   | 所在地                                                                                           | 所在地                                                                                           |
| ---------- | ---------- | ---------- | -------- | -------- | -------- | --------------------------------------------------------------------------- | ------------------------------------------------------------------------------------------------ | ------------------------------------------------------------------------------------------------ | ------------------------------------------------------------------------------------------------ |
| 大井町線   | OM01       | 大井町駅   | -        | 0.0      | ●        | ●                                                                           | 東日本旅客鉄道： 京浜東北線 (JK 19) 東京臨海高速鉄道： りんかい線 (R 07)                         | 東京都                                                                                           | 品川区                                                                                           |
| 大井町線   | OM02       | 下神明駅   | 0.8      | 0.8      | ●        | ｜                                                                          |                                                                                                  | 東京都                                                                                           | 品川区                                                                                           |
| 大井町線   | OM03       | 戸越公園駅 | 0.7      | 1.5      | ●        | ｜                                                                          |                                                                                                  | 東京都                                                                                           | 品川区                                                                                           |
| 大井町線   | OM04       | 中延駅     | 0.6      | 2.1      | ●        | ｜                                                                          | 都営地下鉄： 浅草線 (A-03)                                                                       | 東京都                                                                                           | 品川区                                                                                           |
| 大井町線   | OM05       | 荏原町駅   | 0.6      | 2.7      | ●        | ｜                                                                          |                                                                                                  | 東京都                                                                                           | 品川区                                                                                           |
| 大井町線   | OM06       | 旗の台駅   | 0.5      | 3.2      | ●        | ●                                                                           | 東急電鉄： 池上線 (IK05) 待避可能                                                                | 東京都                                                                                           | 品川区                                                                                           |
| 大井町線   | OM07       | 北千束駅   | 0.8      | 4.0      | ●        | ｜                                                                          |                                                                                                  | 東京都                                                                                           | 大田区                                                                                           |
| 大井町線   | OM08       | 大岡山駅   | 0.8      | 4.8      | ●        | ●                                                                           | 東急電鉄： 目黒線 (MG06)                                                                         | 東京都                                                                                           | 大田区                                                                                           |
| 大井町線   | OM09       | 緑が丘駅   | 0.5      | 5.3      | ●        | ｜                                                                          |                                                                                                  | 東京都                                                                                           | 目黒区                                                                                           |
| 大井町線   | OM10       | 自由が丘駅 | 1.0      | 6.3      | ●        | ●                                                                           | 東急電鉄： 東横線 (TY07)                                                                         | 東京都                                                                                           | 目黒区                                                                                           |
| 大井町線   | OM11       | 九品仏駅   | 0.8      | 7.1      | ●        | ｜                                                                          | 二子玉川駅寄り1両の扉が開かない                                                                  | 東京都                                                                                           | 世田谷区                                                                                         |
| 大井町線   | OM12       | 尾山台駅   | 0.7      | 7.8      | ●        | ｜                                                                          |                                                                                                  | 東京都                                                                                           | 世田谷区                                                                                         |
| 大井町線   | OM13       | 等々力駅   | 0.5      | 8.3      | ●        | ｜                                                                          |                                                                                                  | 東京都                                                                                           | 世田谷区                                                                                         |
| 大井町線   | OM14       | 上野毛駅   | 0.9      | 9.2      | ●        | ｜                                                                          | 上りのみ通過待避可能                                                                             | 東京都                                                                                           | 世田谷区                                                                                         |
| 大井町線   | OM15       | 二子玉川駅 | 1.2      | 10.4     | ●        | ●                                                                           | 東急電鉄： 田園都市線 (DT07) 〈渋谷方面〉                                                        | 東京都                                                                                           | 世田谷区                                                                                         |
| 田園都市線 | OM15       | 二子玉川駅 | 1.2      | 10.4     | ●        | ●                                                                           | 東急電鉄： 田園都市線 (DT07) 〈渋谷方面〉                                                        | 東京都                                                                                           | 世田谷区                                                                                         |
| (DT08)     | 二子新地駅 | 0.7        | 11.1     | ｜       | ｜       | 東急電鉄： 田園都市線 (DT08)                                                | 神奈川県 川崎市 高津区                                                                           | 神奈川県 川崎市 高津区                                                                           |                                                                                                  |
| (DT09)     | 高津駅     | 0.6        | 11.7     | ｜       | ｜       | 東急電鉄： 田園都市線 (DT09)                                                | 神奈川県 川崎市 高津区                                                                           | 神奈川県 川崎市 高津区                                                                           |                                                                                                  |
| OM16       | 溝の口駅   | 0.7        | 12.4     | ●        | ●        | 東急電鉄： 田園都市線 (DT10) 東日本旅客鉄道： 南武線（武蔵溝ノ口駅：JN 10） | 神奈川県 川崎市 高津区                                                                           | 神奈川県 川崎市 高津区                                                                           |                                                                                                  |
| 直通運転   | 直通運転   | 直通運転   | 直通運転 | 直通運転 | 直通運転 | 直通運転                                                                    | 急行の一部は中央林間駅 (DT27) まで、 種別色が青（■）の各駅停車の一部は鷺沼駅 (DT14) まで直通運転 | 急行の一部は中央林間駅 (DT27) まで、 種別色が青（■）の各駅停車の一部は鷺沼駅 (DT14) まで直通運転 | 急行の一部は中央林間駅 (DT27) まで、 種別色が青（■）の各駅停車の一部は鷺沼駅 (DT14) まで直通運転 |